# Josettekia angelinae
Josettekia angelinae es una especie de escarabajos del género Josettekia, familia Leiodidae. Fue descrita por Xavier Bellés y Deliot en 1983.

## Distribución
Se encuentra en España.